# Рашиді Єкіні
Рашиді Єкіні (англ. Rashidi Yekini; 23 жовтня 1964, Кадуна, Нігерія — 4 травня 2012, Ібадан, Нігерія) — колишній нігерійський футболіст, нападник, найкращий бомбардир збірної Нігерії (37 м'ячів у 58 матчах). У складі національної збірної він брав участь у чемпіонаті світу 1994 (де став автором першого нігерійського гола на світових першостях) і 1998 років; на Кубку африканських націй 1994 року зробив вирішальний внесок у здобуття Нігерією титулу чемпіона Африки (другого в її історії), забивши п'ять м'ячів і ставши найкращим бомбардиром турніру.
Також брав участь у футбольному турнірі Олімпіади-1988 у Сеулі.

## Біографія
Професійну футбольну кар'єру розпочав у нігерійської лізі в 1981 році (УНТЛ з Кадуна, «Шутінг старз», «Абіола Бейбз»). У 1987 році переїхав в Кот д'Івуар і виступав до 1990 року за «Африка Спортз».
З 1990 по 1994 роки виступав за «Віторію» з Сетубалу в чемпіонаті Португалії. Провів у її складі в ці роки 108 матчів і забив 90 голів, в тому числі ставав найкращим бомбардиром Першого португальського дивізіону (сезон 1993/94) — в 32 матчах забив 34 голи.
У 1993 році першим серед нігерійських гравців був визнаний найкращим футболістом Африки.
Після чемпіонату світу 1994 року Єкіні був придбаний клубом «Олімпіакос», де, однак, у нього не склалися відносини з одноклубникам і він був змушений покинути команду.
З 1995 по 2003 рік Єкіні грав в «Спортінгу» з Хіхона, «Віторії» з Сетубалу, «Цюриху», «Бізерти», «Аль-Шабабі» і «Африка Спортс», але не зміг себе проявити в жодному з цих клубів так, як це було в «золотий» період виступів за «Віторію» на початку 90-х.
За збірну Нігерії Єкіні провів 70 матчів з 1986 по 1998 рік і з 37 голами є її найкращим бомбардиром за всю історію. У складі збірної команди брав участь в чемпіонатах світу 1994 і 1998 років, а також є переможцем Кубка африканських націй 1994 року і учасником Олімпійських ігор в Сеулі (1988 року).
Помер 4 травня 2012 в результаті тривалої хвороби.

## Досягнення і нагороди

### У складі клубів
- Фіналіст Кубка африканських чемпіонів 1984 року (у складі «Шутінг Старз»).
- Чемпіон Кот-д'Івуару 1989 року (у складі «Африка Спортс»).
- Двократний володар Кубка Кот-д'Івуару (1989 і 2002 у складі «Африка Спортс»).

### У складі збірної
- Переможець Кубка африканських націй: 1994
- Срібний призер Кубка африканських націй: 1984, 1988, 1990
- Бронзовий призер Кубка африканських націй: 1992
- Учасник чемпіонату світу 1994 і 1998 років.
- Учасник футбольного турніру Олімпіади-1988 у Сеулі.

### Персональні досягнення
- Найкращий бомбардир збірної Нігерії (37 м'ячів у 58 матчах).
- Найкращий бомбардир Кубків африканських націй 1994 (4 м'яча) і 1996 (5 м'ячів).
- Найкращий бомбардир чемпіонату Португалії сезону 1993/94 (21 м'яч).
- Найкращий бомбардир 2-го дивізіону чемпіонату Португалії сезонів 1991/92 (22 м'яча) і 1992/93 (34 м'яча).